# خور سفلی
خور سفلی، که نام قدیمی آن دغز می‌باشد روستایی از توابع بخش مرکزی شهرستان مشهد در استان خراسان رضوی ایران است که در ۷۰ کیلومتری مشهد به سمت جاده کلات واقع شده است.

## جمعیت
این روستا در دهستان تبادکان قرار دارد و بر اساس سرشماری مرکز آمار ایران در سال ۱۳۸۵، جمعیت آن ۷۷۰ نفر (۱۸۵خانوار) بوده‌است.